# أوغست ميسزنر
أوغست ميسزنر (3 أغسطس 1886-24 يناير 1947) كان ضابط وسياسي يميني وضابط كبير في شرطة النظام نمساوي شغل منصب القائد الأعلى لقوات الأمن والشرطة في إقليم القائد العسكري في صربيا في الفترة من يناير 1942 حتى مارس 1944.